# 14. Tarnowska Nagroda Filmowa
14. Tarnowska Nagroda Filmowa – odbyła się w dniach 25–28 maja 2000 roku.

## Filmy konkursowe
- Dług – reż. Krzysztof Krauze
- Egzekutor – reż. Filip Zylber
- Jak narkotyk – reż. Barbara Sass
- Pan Tadeusz – reż. Andrzej Wajda
- Prawo ojca – reż. Marek Kondrat
- Torowisko – reż. Urszula Urbaniak
- Tydzień z życia mężczyzny – reż. Jerzy Stuhr
- Wojaczek – reż. Lech Majewski

## Laureaci
- Nagroda Grand Prix – Statuetka Leliwity: 
  - Wojaczek – reż. Lech Majewski

- Nagroda Jury Młodzieżowego – Statuetka Kamerzysty: 
  - Dług – reż. Krzysztof Krauze

- Nagroda publiczności – Statuetka Maszkarona: 
  - Dług – reż. Krzysztof Krauze

- Nagroda specjalna jury:
  - Adam Sikora – za debiut operatorski w filmie Wojaczek
  - Urszula Urbaniak – za debiut reżyserski (Torowisko)
  - Krzysztof Krauze i Jerzy Morawski – za scenariusz filmu Dług

- Nagroda specjalna jury młodzieżowego:
  - Lech Majewski – (Wojaczek)